# Jonathan Drack
Jonathan Drack (ur. 6 listopada 1988 w Beau Bassin) – maurytyjski lekkoatleta specjalizujący się w trójskoku.
Stawał na podium mistrzostw Francji.
Rekordy życiowe: stadion – 16,96 (29 lipca 2015, Castres); hala – 16,67 (6 lutego 2016, Karlsruhe). Oba te rezultaty są aktualnymi rekordami Mauritiusa. 

## Osiągnięcia
| Rok  | Impreza                    | Miejsce        | Lokata            | Wynik |
| ---- | -------------------------- | -------------- | ----------------- | ----- |
| 2013 | Mistrzostwa świata         | Moskwa         | el. – 20. miejsce | 15,54 |
| 2014 | Igrzyska Wspólnoty Narodów | Glasgow        | el. – 8. miejsce  | 16,13 |
| 2015 | Mistrzostwa świata         | Pekin          | 11. miejsce       | 16,64 |
| 2016 | Halowe mistrzostwa świata  | Portland       | 13. miejsce       | 16,04 |
| 2016 | Mistrzostwa Afryki         | Durban         | 4. miejsce        | 16,61 |
| 2016 | Igrzyska olimpijskie       | Rio de Janeiro | el. – 28. miejsce | 16,21 |
| 2018 | Igrzyska Wspólnoty Narodów | Gold Coast     | 6. miejsce        | 16,28 |
| 2018 | Mistrzostwa Afryki         | Asaba          | 5. miejsce        | 16,41 |
| 2019 | Igrzyska afrykańskie       | Rabat          | 3. miejsce        | 16,53 |